# Choe Son-hui
Choe Son-hui (최선희?; Pyongyang, 10 agosto 1964) è una politica e diplomatica nordcoreana, Ministro degli Affari Esteri della Corea del Nord dal giugno 2022, la prima donna a ricoprire questa carica e una delle poche donne nordcoreane a ricoprire una carica di alto livello. In precedenza è stata nel 2018 Primo Vice Ministro degli Affari Esteri.
Fluente in inglese, si è specializzata nelle relazioni tra Corea del Nord e Stati Uniti e questioni nucleari. Una dichiarazione di Choe rilasciata prima del vertice di Singapore Corea del Nord-Stati Uniti del 2018 tra Donald Trump e Kim Jong-un ha portato il presidente Trump a cancellare temporaneamente l'incontro. Choe aveva definito il vicepresidente degli Stati Uniti, Mike Pence, un "manichino politico", facendo arrabbiare Trump. Indipendentemente da ciò, Choe ha partecipato al vertice quando si è svolto il 12 giugno. Al vertice di Hanoi tra Corea del Nord e Stati Uniti del 2019, Choe ha tentato all'ultimo minuto di raggiungere un accordo con le sue controparti americane, ma non c'è riuscita.

## Biografia
Choe Son-hui è nata il 10 agosto 1964 nella Corea del Nord. È la figliastra di Choe Yong-rim, un ex premier della Corea del Nord che ha combattuto sotto Kim Il Sung durante la lotta anti-giapponese. Attraverso il suo patrigno, Choe ha uno stretto legame con la dinastia Kim regnante della Corea del Nord. Ha studiato in Corea del Nord, Cina, Austria e Malta.

## Carriera
Choe Son-hui è un alto diplomatico, con più di un decennio di esperienza nel Ministero degli Affari Esteri, acquisita in particolare nei negoziati sul programma nucleare della Corea del Nord  e nei negoziati con gli Stati Uniti. Ha lavorato come interprete e aiutante nei colloqui sul nucleare, in particolare sotto il Primo Vice Ministro degli Affari Esteri Kim Kye-gwan. Choe ha partecipato a tali colloqui negli anni '90 e fino a quando i colloqui a sei non sono stati annullati nel 2009, e poi fino al dialogo Washington-Pyongyang del 2010. Ha anche ricoperto questa carica durante la visita dell'ex presidente degli Stati Uniti Bill Clinton a Pyongyang in seguito all'incarcerazione nel 2009 di giornalisti americani da parte della Corea del Nord e una visita simile di Jimmy Carter.
Choe ha fatto l'interprete per il leader della Corea del Nord Kim Jong-un, anche durante la visita del 2013 di Dennis Rodman, a cui si sarebbe opposta, e per lo zio di Kim Jang Song-thaek. È stata vice negoziatrice per i colloqui del 2011 con gli Stati Uniti. Ha anche lavorato come ricercatrice presso il Ministero degli Affari Esteri. 
Choe ritiene che il programma di armi nucleari della Corea del Nord sia l'unica salvaguardia affidabile della sovranità del paese. Ha affermato che la rottura dell'alleanza militare degli Stati Uniti con il Giappone e la Corea del Sud è un prerequisito per i negoziati e che il ritiro degli Stati Uniti dalla Corea dovrebbe essere un processo verificabile. 
Choe è stata capo sezione, vicedirettore e, dal 2016, vicedirettore generale del dipartimento nordamericano del ministero degli Affari esteri. È stata anche vicedirettore dell'Istituto per gli studi americani (IFAS) sotto il ministero. Nel giugno 2016, Choe è diventata direttore del dipartimento e direttore dell'IFAS. È stata eletta alla 14ª Assemblea popolare suprema nel 2019, in rappresentanza del 484º distretto elettorale (Onjong).

### Vice Ministro degli Affari Esteri

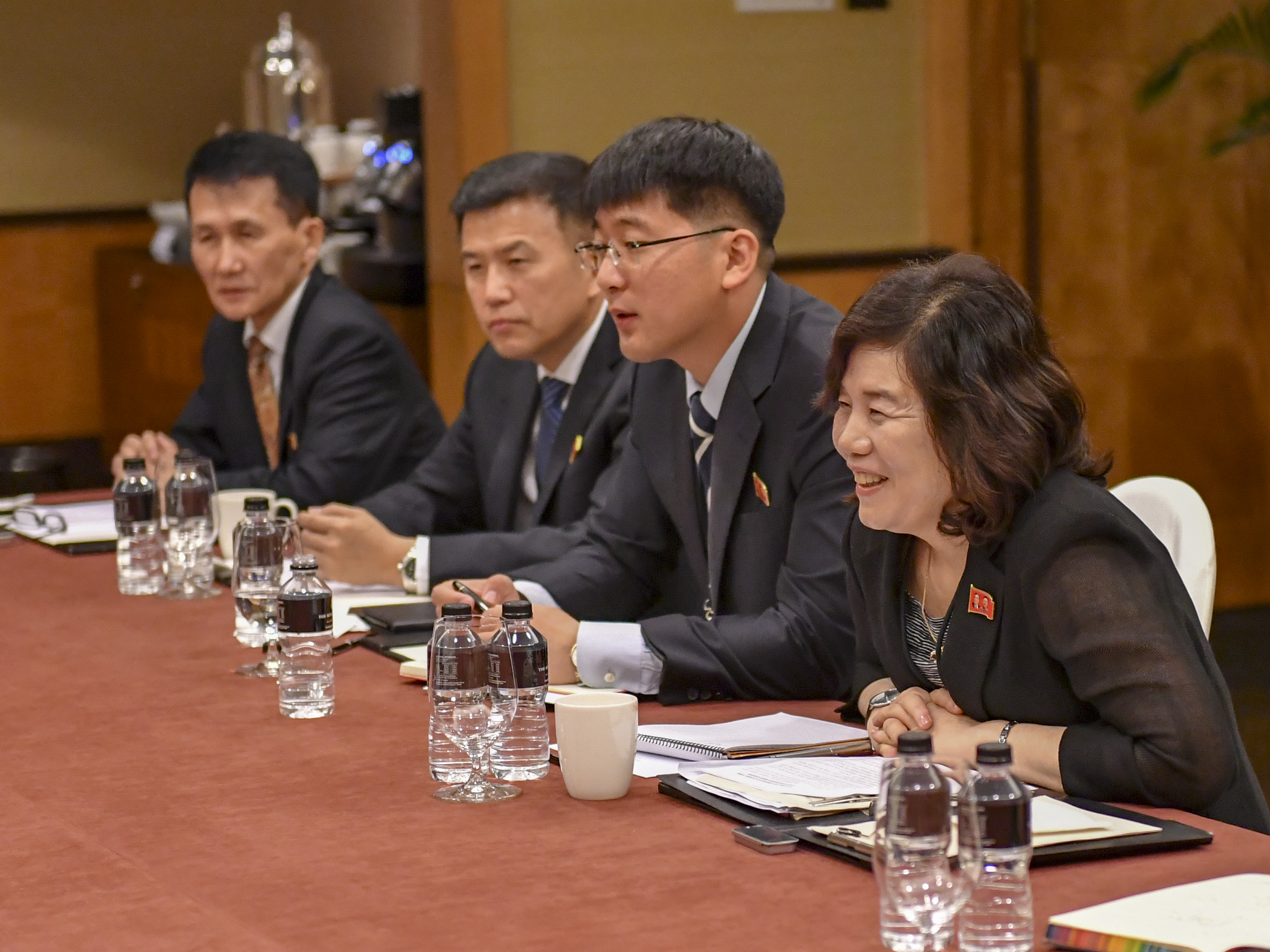
Choe e il suo team stanno negoziando con l'ambasciatore statunitense nelle Filippine Sung Kim

Choe è stata promossa al grado di Vice Ministro degli Affari Esteri alla fine di febbraio 2018, in sostituzione di Han Song-ryol e prendendo il suo portafoglio per il Nord America. Han è rimasto vice ministro con un portafoglio europeo. A quel tempo, c'erano sette vice ministri regolari nel ministero sotto il primo vice ministro Kim Kye-gwan. Definita la "persona di riferimento" della Corea del Nord per le relazioni con gli Stati Uniti, il portafoglio di Choe includeva anche la responsabilità dei rapporti con il Canada.
La nomina di Choe era stata interpretata come un riflesso della volontà della Corea del Nord di negoziare con gli Stati Uniti poiché avrebbe espresso una posizione conciliante durante la crisi iniziale della Corea del Nord del 2017. Ci si aspettava quindi che avrebbe svolto un ruolo nei successivi negoziati in vista del vertice di Singapore tra Corea del Nord e Stati Uniti del 2018. Nel periodo precedente, ha guidato varie volte il team negoziale della Corea del Nord quando si sono incontrati con le loro controparti americane. A maggio, ha partecipato ai colloqui con ex diplomatici statunitensi, per conoscere l'amministrazione del presidente degli Stati Uniti Donald Trump.
Il 24 maggio, tuttavia, l'agenzia di stampa statale KCNA ha rilasciato una dichiarazione a nome di Choe in cui lei criticava il vicepresidente degli Stati Uniti Mike Pence, definendolo un "manichino politico", per aver paragonato la Corea del Nord alla Libia e al suo programma di armi nucleari:
Se è vicepresidente di una "superpotenza unica" come si chiama, sarà giusto che sappia anche solo un po' lo stato attuale delle cose globali e intuisca in una certa misura le tendenze del dialogo e il clima di distensione. Potremmo supporre più che sufficiente che manichino politico sia mentre sta cercando di confrontare la Corea del Nord, uno stato con armi nucleari, alla Libia che ha semplicemente installato alcuni elementi di equipaggiamento e ci ha giocherellato".»
Si pensa che Choe abbia avuto accesso diretto con Kim Jong Un  e, secondo Daniel Hurst del Times, "è improbabile che stesse parlando senza l'autorità del signor Kim".  Le osservazioni di Choe hanno portato direttamente Trump a notificare alla Corea del Nord che il previsto vertice di Singapore tra Corea del Nord e Stati Uniti del 2018 sarebbe stato annullato. Secondo la CNN, "Trump e i suoi collaboratori erano infuriati dalla dichiarazione e volevano rispondere con forza... L'obiettivo specifico e personale di Pence è ciò che ha infastidito i funzionari statunitensi".
Alla fine, il vertice è stato organizzato il 12 giugno e Choe era presente.  È stata sostituita come capo dei negoziati a livello di lavoro all'inizio del 2019. Al vertice di Hanoi tra Corea del Nord e Stati Uniti del 2019, conclusosi prematuramente e senza un accordo, Choe è stata l'ultima persona ad aver parlato alla squadra americana di negoziatori. Ha suggerito all'ultimo minuto che tutte le strutture del Centro di ricerca scientifica nucleare di Yongbyon potrebbero essere demolite. Quando le è stato poi chiesto di chiarire cosa significasse l'offerta, non è stata in grado di fornire ulteriori dettagli, con il risultato che il team americano si è ritirato.

### Primo Vice Ministro degli Affari Esteri
Choe ha ricevuto una serie di promozioni nell'aprile 2019, diventando membro del Comitato centrale del Partito dei lavoratori della Corea e della Commissione per gli affari di Stato (SAC). È stata anche nominata Primo Vice Ministro degli Affari Esteri, probabilmente in sostituzione del suo ex superiore Kim Kye-gwan, che non si vedeva in pubblico dal 2017. La promozione alla SAC in particolare è stata interpretata come segnale di nuovo slancio ai colloqui tra la Corea del Nord e gli Stati Uniti. Choe riporta direttamente al Ministro degli Affari Esteri Ri Yong-ho.
Con la sua nomina a Primo Vice Ministro degli Affari Esteri, Choe è diventata la donna diplomatica di più alto rango nella storia del Paese. Ralph Cossa, presidente del Pacific Forum del Center for Strategic and International Studies, la definisce "incredibilmente brillante e apparentemente ben collegata". Thae Yong-ho, alto diplomatico che ha disertato nel 2016, dice: "Le sue credenziali sono eccellenti".

### Ministro degli Affari Esteri
L'11 giugno 2022 viene nominata Ministro degli Affari Esteri della Corea del Nord.